# Невоља (Код Лиоко)
Невоља (фр. Enragés) је једанаеста епизода прве сезоне серије Код Лиоко.

## Опис
Епизода почиње са неколико пацова који покушавају да се домогну хране. Остали пацови терају једног, тако да он сам иде и налази неколико јабука. Међутим, Ксенин спектар напада и преузима контролу над сиротом животињом.
У библиотеци, Џереми објашњава Аелити зашто морају бити тихи док су тамо. Улрик и Од се играју папирном лоптом и Улрик побеђује, али губи равнотежу и пада са столице. Грди га Џим, док се Јуми пригушено смеје. Долази директор и Џим га хвата за уво, али овај води Џеремија да поразговара са њим.
У канцеларији, пацов кога је запоседнуо Ксена гризе остале пацове и шири Ксенину инфекцију, стварајући војску штеточина. У парку, Џереми каже Оду, Улрику и Јуми зашто га је директор позвао: каже да га је школски психолог већ неко време посматрао и размотриће да буде послат у школу за надарену децу ако се на тестовима утврди да има висок коефицијент интелигенције, да не помињемо како ће тамо имати велику стипендију, што његови родитељи не би пропустили.
У дворишту, Џереми и његови пријатељи разговарају како да падне на тесту за интелигенцију како би избегао да се упише у другу школу. Џереми каже да су такви тестови препуни трик-питања, тако да је потребно бити паметан како би то учинио. Јуми каже да је најпаметнији па да не треба да брине, и онда Џереми каже да ће дати све од себе да падне. Јуми одлази и каже Улрику да је обавештава о свему што се буде дешавало.
У библиотеци Џереми ради тест, а Улрик и Од вечерају. У међувремену су пацови изгризли електричне жице и школа тоне у мрак. Сиси, љута јер је хтела да се дотера, схвата да је војска пацова у њеној соби и успева да побегне. У трпезарији, сви се глупирају и Улрик их смирује, а онда пацови почињу да падају са плафона и нападају. Сви присутни покушавају да оду, али их је опколило хиљаде пацова. Улрик зове Јуми, а затим Џеремија, али му психолог брани да одговори.
Заробљени у трпезарији употребили су противпожарне апарате како би отерали пацове и побегли. Сиси је са друге стране војске пацова, али спасила ју је Јуми на бициклу. Јуми каже свим присутнима да иду на кров зграде природних наука, док она, Од и Улрик иду у фабрику. Пошто је канализација пуна Ксениних пацова, морају да иду пешке до фабрике путем града. Срећом по њих, код реке се налазио гумени чамац којим су довеслали до фабрике. Џереми јури до фабрике, док Јуми виртуелизује Ода и Улрика у пустињски сектор. Тамо налазе Аелиту коју јуре две крабе, али у том тренутку Ксена мења нагиб платоа, стављајући га на скоро прав угао у односу на дигитално море. Аелита је употребила креативност како би спасила све троје. Од ће одвлачити пажњу краба и уништава једну, али губи ослонац и пада у море, али га је краба у прави час девиртуелизовала.
Џереми стиже у фабрику и каже Јуми да иде до скенера. На Кадику остали су на крову, а пацови су успели да стигну до њих и покушају да прожваћу кроз врата. У Лиоку, Улрик штити Аелиту, али је упуцан два пута. Покушава да уништи крабу, али га девиртуелизује. Чим се краба спрема нападне Аелиту, Јуми ја уништава. На Кадику, пацови су успели пробити се кроз врата на крову. Јуми води Аелиту до торња. У библиотеци, психолог тера пацове батеријском лампом у библиотеци. Аелита улази у торањ и чим пацови крену да нападају децу, торањ бива деактивиран. Џереми каже "повратак у прошлост, одмах!" И они се враћају у време. Након повратног путовања, група је у библиотеци и говоре о тесту који ће Џереми обрадити. Јуми пита Џеремија да ли је пронашао начин да падне на тесту, он каже да ће знати како да погреши јер већ зна сва питања, а Улрик пита да ли ће прорадити. Џереми каже да ће све одговоре узети од Ода. Улрик и Јуми почињу да се смеју, а Оду је непријатно. Тако се завршава епизода.

## Емитовање
Епизода је премијерно емитована 12. новембра 2003. у Француској. У Сједињеним Америчким Државама је емитована 3. маја 2004.